# 大手田酉町
大手田酉町（おおでたとりちょう）は、愛知県春日井市の地名。

## 地理
春日井市西部に位置する。西は高山町、北は大手町・岩野町、南東は西八田町(現在の八田町)に接する。

### 学区
- 春日井市立大手小学校
- 春日井市立鷹来中学校

### 河川
- 新木津用水[1]

## 歴史
1996年に大手田酉町字宮浦長畑(現1丁目及び2丁目の大半、34-4のみ大手町3丁目に編入)のほぼ全域、字酉(現1丁目南部)の全域、字栗ノ森(現3丁目西部)の全域に大手町字長池の一部、大手町字清明池の一部、岩野町字清明池の一部、岩野町字焼田の一部、南下原町字久手の一部、南下原町字下村前の一部、六軒屋町字南馬喰の一部、西八田町字西島の一部を編入し町域面積が大幅に増えたのち大手田酉町1丁目、2丁目、3丁目が成立。

### 人口の変遷
国勢調査による人口および世帯数の推移。
| 1995年（平成7年）  | 541世帯 1611人  |  |
| 2000年（平成12年） | 844世帯 2420人  |  |
| 2005年（平成17年） | 850世帯 2406人  |  |
| 2010年（平成22年） | 931世帯 2474人  |  |
| 2015年（平成27年） | 986世帯 2624人  |  |
| 2020年（令和2年）  | 1062世帯 2647人 |  |

## 交通
- 愛知県道25号

## 施設
- 久手公園
- 尾張広域緑道
- 田酉公園

### WEB
1. ↑  “愛知県春日井市の町丁・字一覧”.   人口統計ラボ. 2023年10月20日閲覧。
2. 1 2  総務省統計局 (2022年2月10日). “令和2年国勢調査の調査結果(e-Stat) - 男女別人口，外国人人口及び世帯数－町丁・字等” (CSV). 2023年8月2日閲覧。
3. ↑  “愛知県春日井市の郵便番号一覧”.   日本郵便. 2023年10月20日閲覧。
4. ↑  “市外局番の一覧” (PDF).   総務省 (2022年3月1日). 2022年3月22日閲覧。
5. ↑  総務省統計局 (2014年3月28日). “平成7年国勢調査の調査結果(e-Stat) - 男女別人口及び世帯数 －町丁・字等” (CSV). 2021年7月20日閲覧。
6. ↑  総務省統計局 (2014年5月30日). “平成12年国勢調査の調査結果(e-Stat) - 男女別人口及び世帯数 －町丁・字等” (CSV). 2021年7月20日閲覧。
7. ↑  総務省統計局 (2014年6月27日). “平成17年国勢調査の調査結果(e-Stat) - 男女別人口及び世帯数 －町丁・字等” (CSV). 2021年7月21日閲覧。
8. ↑  総務省統計局 (2012年1月20日). “平成22年国勢調査の調査結果(e-Stat) - 男女別人口及び世帯数 －町丁・字等” (CSV). 2021年7月21日閲覧。
9. ↑  総務省統計局 (2017年1月27日). “平成27年国勢調査の調査結果(e-Stat) - 男女別人口及び世帯数 －町丁・字等” (CSV). 2021年7月21日閲覧。

### 書籍
1. 1 2 3  「角川日本地名大辞典」編纂委員会 1989, p. 1647.